# Proschaliphora citricostata
Proschaliphora citricostata là một loài bướm đêm thuộc phân họ Arctiinae, họ Erebidae.